# Río Belén
Pour les articles homonymes, voir Belén.
Le Río Belén est un cours d'eau d'Argentine, coulant en province de Catamarca. Il est l'affluent de loin le plus important du salar de Pipanaco où il termine son cours après que ses eaux ont été utilisées pour l'irrigation de la riche oasis agricole de Belén, située à l'ouest du salar.

## Description de son cours
Ses sources se situent loin au nord-ouest, sur le rebord oriental de la Puna. Elles sont alimentées par les eaux de fonte des glaces de plusieurs sommets de 4500 à 4800 mètres dont le Cerro Loma Corral (4790 mètres). Le río Belén se forme par la confluence de ses deux branches-mères, le río de las Cuevas et le río Villavil, tous les deux bordant et drainant, l'un par l'est, l'autre par l'ouest la Sierra de Hualfin, orientée nord-sud.
Aux environs de San Fernando, il reçoit son affluent principal le río Vicuña Pampa, encore appelé río Corral Quemado. Près de Palo Blanco il reçoit de droite río Loconte qui lui apporte les eaux de la Sierra de Fiambalá, sierra qui comporte de hauts sommets comme le Cerro Morado (4920 mètres). Peu après il quitte la zone de plateaux et de terrasses pour traverser la Sierra de Belén, par un impressionnant défilé profond et étroit.
Il débouche peu après dans la cuvette du salar de Pipanaco, et ses eaux servent partiellement à l'irrigation de l'oasis de Belén, puis vont se perdre dans les sables désèchés du Campo de Belén, vaste semi-désert précédant le salar (à l'ouest). Très rarement, en cas de fortes crues, ses eaux atteignent cependant ce dernier.
La route nationale 40 croise la rivière au niveau de la ville de Belén.  

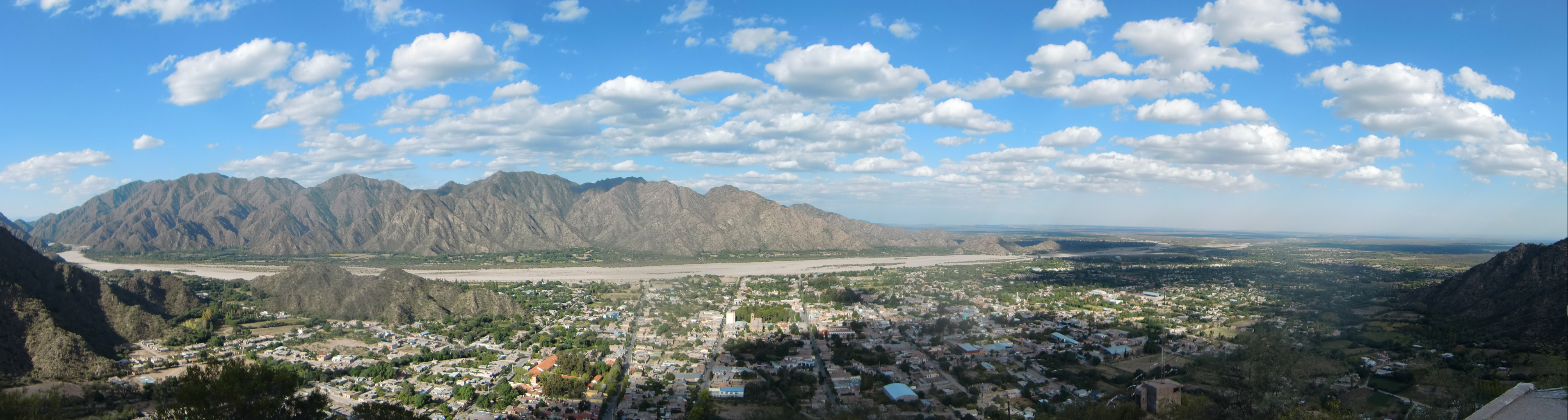
Vue panoramique de la ville de Belén dans la large vallée de la rivière.

## Débit
Les débits ont été contrôlés durant une période de 39 ans se terminant en 1984. Son débit moyen fut de 2,3 m3/s, avec un maximum quotidien de 274 m3/s en 1981.